# Serbske Nowiny

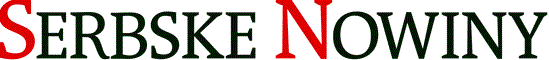
Aktuelle Titelzeile

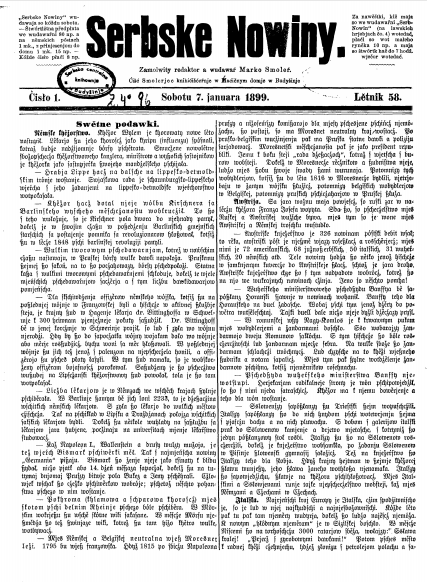
Titelseite aus dem Jahr 1899

Die Serbske Nowiny (ⓘ; „Sorbische Zeitung“) ist die einzige Tageszeitung in obersorbischer Sprache. Das Blatt wird vom Domowina-Verlag in Bautzen herausgegeben und erscheint fünf Mal wöchentlich als Abendzeitung. Einmal im Monat wird ein deutschsprachiges Supplement herausgebracht. Die Zeitung hat etwa 2000 Abonnenten und wird von der Stiftung für das sorbische Volk subventioniert.

## Geschichte

### Königreich Sachsen, Deutsches Kaiserreich und Weimarer Republik
Im Jahr 1842 erschien in Bautzen erstmals die „Tydźenska nowina“ (dt. Wöchentliche Nachrichten), deren Redakteure zunächst Handrij Zejler und später Jan Arnošt Smoler waren. 1854 wurde das politische Wochenjournal von Smoler in Serbske Nowiny umbenannt. Die Herausgabe und Redaktion übernahm in den 1870er Jahren Marko Smoler. Seit 1921 erscheinen die Serbske Nowiny als Tageszeitung.
Von Anfang an musste sich die sorbische Zeitung mit Behinderungen seitens der staatlichen Behörden auseinandersetzen. So belegte zum Beispiel der Rat der Stadt Bautzen die Tydźenske nowiny bei der Konzessionsvergabe ausdrücklich mit der Vorschrift, keine außenpolitischen Nachrichten zu verbreiten. Daneben schränkten die konfessionellen Grenzen die Verbreitung der Zeitung ein. Vor 1918 wurden die Serbske Nowiny vorwiegend von den evangelischen Sorben gelesen; die Zeitung wurde auch in der evangelischen Variante der obersorbischen Schriftsprache gedruckt.
Zur Zeit der Weimarer Republik waren die Serbske Nowiny auf dem Höhepunkt ihrer Entwicklung. Durch die hohe Qualität ihrer Beiträge konnte sie zahlreiche neue Leser gewinnen. Nun herrschte auch Pressefreiheit, die Zensur und die Restriktionen der Kaiserzeit behinderten die publizistische Entwicklung nicht mehr. Die Serbske Nowiny deckten ein breites Themenspektrum ab, das von Politik über Kultur bis hin zur Unterhaltung reichte. Konsequent setzte sich das Blatt für die politischen und kulturellen Rechte der Sorben ein.

### Nationalsozialismus
Nach der Machtübernahme der Nationalsozialisten wurden die Serbske Nowiny sofort von den staatlichen Behörden bekämpft, unabhängige politische Berichterstattung war nicht mehr möglich. Von 1934 bis zum Verbot der Zeitung im Jahr 1937 war Jan Cyž ihr Herausgeber.

### DDR
In der DDR wurde die Zeitung in Nowa doba (dt. Neue Epoche; Neue Zeit) umbenannt. Sie  war die einzige sorbische Tageszeitung der DDR und erschien erstmals am 6. Juli 1947. Ab Oktober 1947 wurde sie jeweils zweimal in der Woche herausgegeben; ab Juli 1948 dreimal. Unter der Hilfe und Unterstützung der SED erschien sie ab 1. Oktober 1955 als Tageszeitung. Allerdings war auch sie denselben publizistischen Beschränkungen unterworfen wie die übrige ostdeutsche Presse. Die Mehrheit der sorbischen Zeitungsmacher war trotzdem bestrebt, die Leserschaft über wichtige Geschehnisse in der Lausitz und der Welt möglichst umfassend und unabhängig zu informieren. Verdienste erwarb sich die sorbische Zeitung vor allem auf dem Gebiet der kulturellen und sprachlichen Bildung.

## Gegenwärtige Situation
Mit der neuerlangten Pressefreiheit nach der Wende von 1989 nahm die Zeitung wieder den alten Namen Serbske Nowiny an, um so an die demokratischen Traditionen ihrer früheren Redakteure (Handrij Zejler, Jan Arnošt Smoler, Marko Smoler, Jan Skala) aus der Zeit vor 1933 anzuknüpfen.
Seit Dezember 2022 ist Marcel Braumann Chefredakteur; er folgte auf Janek Wowčer, der die Chefredaktion 2011 von Benedikt Dyrlich übernommen hatte.
Monatlich erscheint als Beilage eine Ausgabe in deutscher Sprache.